# آلن ویسمان
آلن ویسمان (انگلیسی: Alan Weisman؛ زادهٔ ۲۴ مارس ۱۹۴۷) نویسنده، روزنامه‌نگار، و استاد دانشگاه اهل ایالات متحده آمریکا است.
وی همچنین برندهٔ جوایزی همچون برنامه فولبرایت شده‌است.